# 19251 Тотзінс
19251 Тотзінс (19251 Totziens) — астероїд головного поясу, відкритий 3 вересня 1994 року.
Тіссеранів параметр щодо Юпітера — 3,285.
Назва походить від голландського виразу «Tot ziens» нід. Totziens — «До побачення».